# Reacción de Tíshchenko
La reacción de Tishchenko es una reacción química orgánica que implica la desproporción de un aldehído en presencia de un alcóxido. La reacción debe su nombre al químico orgánico ruso Viacheslav Tíshchenko, que descubrió que los alcóxidos de aluminio son catalizadores eficaces para la reacción.
En la reacción relacionada de Cannizzaro, la base es hidróxido de sodio y entonces el producto de oxidación es un ácido carboxílico y el producto de reducción es un alcohol.

## Historia
La reacción en la que interviene el benzaldehído fue descubierta por Claisen utilizando bencilato sódico como base. La reacción produce benzoato de bencilo.

La reacción de Tíshchenko: el benzaldehído reacciona a benzoato de bencilo, el catalizador es el bencilato de sodio.

Los aldehídos enolizables no son susceptibles a las condiciones de Claisen. Viacheslav Tíshchenko descubrió que los alcóxidos de aluminio permitían la conversión de aldehídos enolizables en ésteres.

## Ejemplos
- La reacción de Tíshchenko del acetaldehído da lugar al acetato de etilo, un disolvente de gran importancia comercial. La reacción está catalizada por alcóxidos de aluminio.[5]
- La reacción de Tíshchenko se utiliza para obtener isobutirato de isobutilo, un disolvente especial.[6]
- El éster de neopentilglicol del ácido hidroxipiválico se produce mediante una reacción de Tíshchenko a partir de hidroxipivaldehído en presencia de un catalizador básico (por ejemplo, óxido de aluminio).[7]
- La reacción de Tíshchenko del paraformaldehído en presencia de metilato de aluminio o metilato de magnesio forma formiato de metilo.[8]
- El paraformaldehído reacciona con ácido bórico para formar formiato de metilo.[9] El paso clave en el mecanismo de esta reacción es un desplazamiento del 1,3-hidruro en el hemiacetal intermedio formado a partir de dos reacciones sucesivas de adición nucleofílica, la primera a partir del catalizador. El desplazamiento del hidruro regenera el catalizador alcóxido.

## Para saber más
- Zhurnal Russkogo fiziko-khimicheskogo obshchestva pri Leningradeskom universitete (en ruso). Tip-iiı̐aı̐Ł B. Demakova. 1906. p. 482–540.
- В. Е. Тищенко and Г. Н. Григорьева (V. E. Tishchenko and G. N. Grigor'eva) (1906) "О действии амальгамы магния на изомасляного альдегида" (On the effect of magnesium amalgam on isobutyric aldehyde), Журнал Русского Физико-Химического Общества (Journal of the Russian Physico-Chemical Society), 38 : 540–547. (en ruso)
- М. П. Воронҝова and В. Е. Тищенко (M. P. Voronkova and V. E. Tishchenko) (1906) "О действии амальгамы магния на уксусный альдегид" (On the effect of magnesium amalgam on acetic aldehyde), Журнал Русского Физико-Химического Общества (Journal of the Russian Physico-Chemical Society), 38 : 547–550. (en ruso)
- В. Тищенко (V. Tishchenko) (1899) "Действие амальгамированного алюминия на алкоголь.  Алкоголятов алюминия, их свойства и реакции." (Effect of amalgamated aluminium on alcohol.  Aluminium alkoxides, their properties and reactions.), Журнал Русского Физико-Химического Общества (Journal of the Russian Physico-Chemical Society), 31 : 694–770. (en ruso)